# Daniel Aldana
Daniel Aldana, (Manta, 1831- Bogotá, 25 de septiembre de 1911. )fue un político y militar colombiano.

## Biografía
Estudió en Bogotá, graduándose como abogado en la Universidad del Rosario. Se dedicó al litigio y al periodismo en la ciudad de Honda, Tolima, formando parte de la prensa que apoyaba al Partido Liberal.

### Emboscada de El Rosal
Artículo principal: Emboscada de El Rosal
Tras haber cumplido una misión militar en Fusagasuga, Aldana regresó a La Mesa para incorporarse en las fuerzas que el general José María Obando y el coronel Patrocinio Cuellar traían desde el Cauca en refuerzo de las tropas rebeldes del general Tomás Cipriano de Mosquera ubicadas en Subachoque que se enfrentó al gobierno conservador de Mariano Ospina Rodríguez..
El 29 de abril de 1861, Obando ordenó iniciar la marcha y los soldados pasaron una noche en Bojacá donde se decidió moverse hacia Cuatro Esquinas de Bermeo, Facatativá, donde las tropas se reposaron brevemente para luego tomar el camino de La Vega. Entonces, varios particulares que los acompañaban insistieron a Cuellar para que convenciese a Obando de cambiar de camino con el objetivo de reunirse más pronto con Mosquera.
La idea fue aceptada por el general, y Aldana fue el encargado de transmitir la orden de contramarca al coronel a cargo. La fuerza que Obando conducía al cuartel general de la revolución, estaba compuesta aproximadamente por 300 hombres.
Habían avanzado un kilómetro cuando recibieron la descarga de un piquete de caballería que luego se reunió con el grueso de las fuerzas del gobierno que ya estaban desplegadas y listas para el combate. El ejército doblegó rápidamente a los rebeldes, y justo entonces llegó a Obando un comunicado de Mosquera en el que le indicaba que debía tomar la ruta de La Vega y no la de El Rosal, maniobra que el general estimó ya no era posible.
Ya derrotados, Aldana y un ordenanza del general desensillaron la mula en que se desplazaba el general y ensillaron un caballo bayo. Entonces Obando partió acompañado solamente por Aldana.
Al pasar un puente el caballo del general resbaló y el animal salió despedido, dejando a Obando en tierra. Aldana intentó recuperar al caballo sin conseguirlo, por lo que regresó a donde estaba Obando y cuando se disponía a cederle su caballo, el general fue lanceado por tres jinetes. Aldana por su parte recibió varios garrotazos que le hicieron perder el conocimiento. Horas después fue ayudado por un indígena, quien le indicó el camino de La Vega a cambio de sus pertenencias.
Pese a esta derrota los liberales salieron victoriosos de la Guerra civil colombiana de 1860-1862.

### Presidente de Cundinamarca
En 1866 fue elegido presidente del Estado Soberano de Cundinamarca, fue expulsado del cargo en mayo de 1867, pero regresó tras el golpe contra Tomás Cipriano de Mosquera, hasta fines de este mismo año. A partir de entonces ejerció en varias oportunidades como parlamentario y en 1876 se trasladó a Antioquia para liderar las campañas militares del liberalismo, llegando a ser presidente interino del Estado Soberano de Antioquia entre 1877 y 1878.
En 1882 es elegido nuevamente presidente de Cundinamarca, cargo que ejerce hasta 1885 con ejecuciones como el inicio de la construcción del Ferrocarril de la Sabana y que lo convierte en uno de los aliados claves de Rafael Núñez en su ascenso a la presidencia; pero dos años después rompe con Núñez y se exilia por casi una década.

### Últimos años
A partir de 1895 se reintegra a la vida política y militar del país, como parlamentario y participando brevemente en la Guerra de los Mil Días, en la que formó su propia guerrilla, que operaba al oriente de Cundinamarca, cuando fue capturado en La Calera y llevado al panóptico de Bogotá a inicios de 1900.

## Homenajes
Las Fuerzas Armadas Revolucionarias de Colombia - Ejército del Pueblo (FARC-EP) denominaron a una de sus columnas móviles con su nombre.